# Rhynchophyllis categorica
Rhynchophyllis categorica är en fjärilsart som beskrevs av Edward Meyrick 1932. Rhynchophyllis categorica ingår i släktet Rhynchophyllis och familjen vecklare. Inga underarter finns listade i Catalogue of Life.